# Vladimír Weiss (labdarúgó, 1989)
Vladimír Weiss (Pozsony, 1989. november 30. –) szlovák válogatott labdarúgó, a Slovan Bratislava játékosa.
Édesapja és nagyapja is válogatott labdarúgó volt.

## Sikerei, díjai
- Rangers
  - Skót bajnok: 2010–11
  - Skót ligakupa: 2011

- Olimbiakósz
  - Görög bajnok: 2013–14

- Lekhwiya
  - Katari bajnok: 2013–14, 2014–15

- Slovan Bratislava
  - Szlovák bajnok: 2019–20, 2020–21, 2021–22
  - Szlovák kupa: 2019–20, 2020–21[1]

## Külső hivatkozások
- Vladimír Weiss a national-football-teams.com honlapján
- Vladimír Weiss adatlapja a Soccerway oldalon (angolul)